# Moore Island, Nunavut
Moore Island är en ö i Kanada.   Den ligger i territoriet Nunavut, i den östra delen av landet, 1 200 km norr om huvudstaden Ottawa. Arean är 55 kvadratkilometer.
Terrängen på Moore Island är mycket platt. Öns högsta punkt är 27 meter över havet. Den sträcker sig 20,7 kilometer i nord-sydlig riktning, och 9,9 kilometer i öst-västlig riktning.